# Ирина Палеолог (трапезунтска царица)
Ирена Палеолог (грч. Ειρήνη Παλαιολογίνα; око 1315 – после 1341) је била трапезунтска царица од 6. априла 1340. до 17. јула 1341. из династије Великих Комнина. Била је ванбрачна кћерка византијског цара Андроника III, а удала се за цара Василија Великог Комнина 1335. године. 

## Брачни проблеми
Убрзо после венчања, међутим, цар Василије је узео љубавницу, такође по имену Ирина, и 1339. године, се развео од Ирине Палеолог уз помоћ и подршку локалног свештенства. Царицу Ирину Палеологину је подржао цариградски патријарх Јован XIV и она је вероватно још увек задржала неки утицај у ТрапезунТу. Она је 6. априла 1340. вероватно отровала цара Василија и након његове смрти заузела престо овај догађај у извештају Нићифора Григоре се наводи као дворски удар. Њен положај је био слаб због начина на који је стекла престо и зато што није била члан владајуће династије Великих Комнина. Да би ојачала свој положај, послала је другу жену и синове мртвог мужа у Цариград где их је могао чувати њен отац.
Упркос својим наглим поступцима, царица Ирина је веровала да је Царству потребан човек који би њиме управљао, и апеловала је на свог оца да јој пошаље мужа из реда византијских племића. Међутим, цар Андроник III је био далеко од Константинопоља – Вилијам Милер описује како су га гласници тражили у Солун и Акарнанији – међутим цар је умро 15. јуна 1341. пре него што је могао да одговори на молбу своје ћерке. У међувремену, у Трапезунту је кружила гласина да је царица узела мега доместика за свог љубавника, што је довело до масовних нереда.

## Грађански рат
Први круг грађанског рата почео је убрзо након њеног ступања на престо. Образовале су се три супротстављене странке: прва је била Иринина, породица Амицантарион, и њени византијски плаћеници су били послати од њеног оца; друга је била од супротстављених архонта под севастом Чанихитом, капетаном-генералом Схоларијем и делом царске гарде одане сећању на свог покојног цара; а трећа страна је била мега дукс Јован Евнух, који је држао тврђаву Лимнију. Архонти под Чанихитима су се улогорили у манастиру Светог Евгенија унутар градских зидина, близу царске палате, али довољно неосвојиве. Два месеца ова група је седела и посматрала фракцију царице Ирине и њених присталица, упуштајући се у свакодневне окршаје без трајног резултата, све до 2. јула 1340. године, када се мега дукс одлучио за царицу Ирину. Јован Евнух је усмерио своје опсадне машине против манастира, готово га потпуно уништивши, и поразивши побуњенике. Чанихит је био међу побуњеницима који су заробљени и послани у Лимнију где су погубљени годину дана касније.
У исто време, прилике у Царству су се погоршале јер су Туркмени напали Трапезунт и марширали до зидина саме престонице. Први напад је одбијен на Пархарију („доле“), али други (јула 1341. године) није могла зауставити деморалисана војска царице Ирине, па су Туркмени запалили већи део Трапезунта, али нису могли да га заузму. Катастрофу је погоршало избијање епидемије, за коју Михаило Панарет тврди да је настала од гадног смрада трулих лешева коња и људи.

## Збацивање са власти
Иринина владавина је окончана доласком њене заове Ане Велике Комнин, Василијеве сестре, на власт. Пре друге инвазије и пожара, Ана је била убеђена да напусти свој монашки завет и проглашена је за царицу у Лазици 17. јула 1341. године. Милер пише: „Лакоћа с којом је извршила свргавање Ирине с престола може се објаснити чињеницом да је, док је ова друга представљала страни двор Византије, она представљала локалну династију, која се за скоро век и по темељно поистоветила са државом.“
Али изгледало је да се Иринина судбина преокренула 13 дана касније када је Михаило, стриц њеног мртвог мужа, стигао 30. јула, у пратњи три византијска војна брода и Никите Схоларија, генерал-капетан Схоларија, који је требао да постане нови цар и Иринин муж. Племићи и архиепископ Акакије су прво дочекали Михаила, и положили му заклетву на верност, и позвали га у дворац његових предака; онда, када је пала ноћ, учинили су га својим заробљеником и заклали његову пратњу. Царица Ирина је гледала како се Михаило укрцава на брод за Ејнион и заточеништво пре него што је укрцана на франачки брод и послата назад у Константинопољ. Ништа се даље не зна о њеној судбини.